# Stanisław Franciszek Mejza
Stanisław Franciszek Mejza (ur. 23 maja 1948 w Lesznie) – polski profesor nauk rolniczych o specjalności biometria, doświadczalnictwo rolnicze i statystyka matematyczna, nauczyciel akademicki

## Życiorys
Po maturze zdanej w Liceum Ogólnokształcącym w Lesznie (1966) studiował matematykę na Uniwersytecie im. Adama Mickiewicza w Poznaniu. W 1971 otrzymał dyplom magistra matematyki o specjalności metody numeryczne. Stopień naukowy doktora matematyki otrzymał w 1977 na tej samej Uczelni, w 1986 – stopień doktora habilitowanego nauk rolniczych (spec. doświadczalnictwo rolnicze i biometria) na Akademii Rolniczej im. Augusta Cieszkowskiego w Poznaniu, a tytuł naukowy profesora – w 1993.

## Praca naukowo-dydaktyczna
Bezpośrednio po studiach w 1971 został zatrudniony jako asystent w Zakładzie Metod Matematycznych i Statystycznych Wyższej Szkoły Rolniczej w Poznaniu. W kolejnych latach pracował w tej uczelni jako adiunkt (1976 – 1982), docent (1986 – 1991), prof. nadzw. (1991 – 1997), prof. zw. (1997 – 2018). Po wygranym konkursie na stanowisko visiting professor pracował w Katedrze Statystyki we włoskim Uniwersytecie w Perugii (1991/1992). Tematyka badawcza obejmuje teorię układów doświadczalnych, w tym właściwości kombinatoryczne i statystyczne układów o strukturze blokowej – układy: o blokach niekompletnych, kolumnowo–wierszowe, doświadczeń wieloczynnikowych, niekompletnych (nieortogonalnych) ze względu na poziomy co najmniej jednego czynnika. Szczególną uwagę zwracał na doświadczenia z obiektami wzorcowymi. Badania dotyczyły także wnioskowania statystycznego opartego na stałych i mieszanych modelach liniowych.
Główne badania naukowe dotyczyły metod estymacji i testowania hipotez dla doświadczeń jednoczynnikowych oraz wieloczynnikowych z zagnieżdżoną i krzyżową strukturą blokową (ang. split-block, split-plot).
Specjalną uwagę poświęcał metodyce planowania i analizy doświadczeń genetyczno–hodowlanych, w których wnioskowanie statystyczne dotyczyło różnych schematów krzyżowania, zmierzających do oceny ogólnej zdolności kombinacyjnej, specyficznej zdolności kombinacyjnej czy efektu krzyżowania odwrotnego.
Opracował metody konstrukcji różnych optymalnych układów doświadczeń diallelicznych oraz metody wnioskowania właściwe dla modeli stałych i mieszanych obserwacji. Kierował realizacją dwóch projektów NCN w tym zakresie: Badania nad strukturą interakcji genotypowo-środowiskowej (2010–2013) oraz Statystyczne wspomaganie selekcji mieszańców we wstępnych doświadczeniach genetyczno-hodowlanych jednopowtórzeniowych (2011–2013). Zrealizował łącznie 18 projektów badawczych, w których w 6 był kierownikiem. Pełnił funkcję kierownika Zakładu Matematyki i Statystyki (1988-1997), kierownika Zakładu Statystyki (1997-2009), kierownika Zakładu Biostatystyki (2009 – 2018).
W zakresie dydaktyki prowadził zajęcia na wszystkich wydziałach Uniwersytetu Przyrodniczego w Poznaniu z przedmiotów: matematyka, statystyka, techniki informacyjne i doświadczalnictwo, a także dla obcokrajowców ze statystyki matematycznej i doświadczalnictwa.
Profesor Stanisław Mejza wypromował 7 doktorów, w tym 1 w Japonii i 1 w Portugalii (doktorat europejski). Wykonał 15 recenzji prac doktorskich (w tym 7 zagranicznych), 6 recenzji na stopień doktora habilitowanego oraz 7 na tytuł profesora (w tym 2 zagraniczne). Opublikował ponad 180 oryginalnych prac naukowych w czasopismach zagranicznych i krajowych, kilka prac redakcyjnych oraz ponad 220 streszczeń.
W latach 1994–1997 był członkiem Rady Naukowej, w latach 2010–2013 członkiem Komisji Finansowej The International Biometric Society.
W latach 1998–2023 był Prezesem Polskiego Towarzystwa Biometrycznego, a w latach 2001–2017 sekretarzem Grupy Polskiej The International Biometric Society. W roku 2008 był współorganizatorem The Central European Network (CEN) of the International Biometric Society, wspólnie z kolegami z RFN, Austrii i Szwajcarii. Od wielu lat uczestniczy w komitetach redakcyjnych czasopism naukowych, a od 2005 jest redaktorem naczelnym czasopisma Biometrical Letters, publikującym prace dotyczące różnych aspektów analizy, interpretacji i wnioskowania z doświadczeń biometrycznych z wykorzystaniem metod matematycznych i statystycznych.

## Współpraca z ośrodkami zagranicznymi
Odbył liczne staże zagraniczne, m.in. na Uniwersytecie Martina Lutra w Halle (Niemcy), na Uniwersytecie Rolniczym w Wageningen (1995, 1996), Uniwersytecie Hebrajskim w Jerozolimie (1990), Duńskim Uniwersytecie Technicznym w Kopenhadze (1990), Uniwersytecie Rolniczym w Norwegii (1992, 1997), szkockim Uniwersytecie w Edynburgu (1993), angielskim Uniwersytecie Exeter, Stacji Eksperymentalnej w Rothamsted (Anglia), Uniwersytecie w Barcelonie (Hiszpania), Uniwersytecie Ekonomicznym w Atenach (Grecja), Uniwersytecie w Dublinie (Irlandia), Uniwersytecie w Kapsztadzie (Afryka Południowa), Uniwersytecie Kalifornijskim w Berkeley i Riverside (USA), Uniwersytecie Humboldta w Berlinie (Niemcy), Centralnym Instytucie Rolniczym w Brnie (Czechy), Narodowym Instytucie Biologicznym w Lublanie (Słowenia).
Współpracował naukowo z japońskimi uniwersytetami: Hiroszima, Tsukuba, Keio, Osaka, Meisei, Tokio, Gifu, Nagoya. W latach 1995–2005 koordynował współpracą naukową pomiędzy Uniwersytetem Przyrodniczym w Poznaniu a Uniwersytetem w Hiroszimie. W latach 1994–2006 przebywał wielokrotnie na Uniwersytecie w Dortmundzie, prowadząc wykłady w ramach realizacji studiów doktoranckich ze statystyki matematycznej, na jedynym Wydziale Statystyki w Europie. Od 1995 wizytował kilkadziesiąt razy Nova University i Open University w Lizbonie uczestnicząc w badaniach naukowych i kształceniu kadr (7 recenzji doktorskich w zakresie statystyki matematycznej, w tym jedna recenzja doktorska doktoratu europejskiego).
W latach 1978–2009, wielokrotnie wizytował Uniwersytet Rolniczy w Wageningen (Holandia). W latach 1992–1996 realizował 12 indywidualnych projektów Unii Europejskiej TEMPUS, wizytując uniwersytety w Portugalii, RFN, Hiszpanii, Wielkiej Brytanii, Irlandii, Francji i Danii. Ponadto realizował projekty w ramach programu ERASMUS z uniwersytetami w: RFN, Portugalia, Irlandia, Francja, Włochy, Grecja, Hiszpania Wielka Brytania. Łącznie zrealizował 25 projektów.
Uczestniczył w ponad 200 konferencjach zagranicznych, w wielu jako zapraszany prelegent oraz jako członek komitetów naukowych, programowych, organizacyjnych lub honorowych. Jest współorganizatorem serii konferencji polsko–portugalskich z biometrii odbywających się co dwa lata naprzemiennie w Polsce i w Portugalii. Z okazji Światowego Roku Statystyki (2013) środowisko statystyków portugalskich zadedykowało profesorowi Mejzie konferencję naukową: 7th Workshop on Statistics, Mathematics and Computation (WSMC7, Portugal 2013).

## Wybrane publikacje
- Use of inter-block information to obtain uniformly better estimators of treatment contrast. „Math Operation. Statist.” Ser. Statistics 1978, 9, s.335-341
- On the efficiency factor for a contrasts of treatment parameters. „Biometr. J.” 1979, 21, s.99–102 (wsp. B. Ceranka)
- Construction of equireplicated balanced block designs with block sizes exceeding the number of treatments. „Biometr. J.” 1979, 21, s.293–296 (wsp. B. Ceranka)
- On the notion of efficiency of a block design. Lecture Notes in Statistics. 2. Mathematical Statistics and Probability Theory. W. Klonecki et al. eds. Springer Verlag, New York. 1980, s.47–62 (wsp. T. Caliński, B. Ceranka)
- A new proposal for classification of block designs. „St. Sci. Math. Hungar.” 1980, 15, s. 79–82 (wsp. B. Ceranka)
- Inheritance of protein content in pea. III. Correlation between protein content and seed yield. „Pisum Newslett.” 1981, 13, s.52–53 (wsp. W. Święcicki, P. Błażczak, J. Hauke)
- A note on uniform optimality in block designs. „Biometrie-Praxim.” 1984, 24, s. 23–26 (wsp. L.C.A. Corsten, B. Ceranka)
- Incomplete split – plot designs. „Statist. Probab. Lett.” 1984, 2, s.327–332 (wsp. I. Mejza)
- On testing hypotheses in a mixed linear model for incomplete block design. „Scand. J. Statist.” 1985, 12, s.241–247
- A split-plot design with whole-plot treatments in an incomplete block design. Lecture Notes in Statistics, 35, Linear Statistical Inference. Caliński T. and Klonecki W. eds. Springer Verlag, New York 1985, s.211–222
- A note on the inequality b > t for block designs. „J. Statist. Plann. Infer.” 1986, 2, s.97–101 (wsp. B. Ceranka)
- A new class of C – designs. „Sankhya B” 1986, 48, s.199–206 (wsp. B. Ceranka, S. Kageyama)
- Doświadczenia w układach blokowych niekompletnych o jednostkach rozszczepionych. „Rocz. AR Poznań.” Ser. Rozpr. Nauk. 1986, 150
- Merging of treatments in certain partially efficiency balanced block designs with two different numbers of replications. „Calcutta Statist. Assoc. Bull.” 1987, 36, s.49–55 (wsp. B. Ceranka)
- Analysis of a triangular diallel table experiment in a BIB design – a mixed model. „Rivista di Statist. Appl.” 1987, 20, s. 329–339 (wsp. B. Ceranka)
- Analysis of diallel table for experiments carried out in BIB designs. Mixed model. „Biometrical J.” 1988, 30, s.3–16 (wsp. B. Ceranka)
- Analysis of offsprings of a diallel experiment in a BIB design – a mixed model. „EDV Med. Biol.” 1988, 19, s.70–74 (wsp. B. Ceranka)
- Intra – and inter -block analysis of a BIB design. „Genet. Polon.” 1988, 29, s. 143–152 (wsp. B. Ceranka)
- Incomplete split-plot experiments – whole-plot treatments in a row-column design. „Comp. Statist. Data Anal.” 1990, 9, s.135–146 (wsp. D. Kachlicka)
- Some remarks on the analysis of diallel cross experiments with recovery of inter-block information. „Biometr. Lett.” 1991, 28, s.25–40 (wsp. B. Ceranka, H. Chudzik)
- A selected bibliography on statistical methods for the analysis of the genotype x environment interaction. „Biul. Oceny Odmian” 1992, 24-25, s.83–98  (wsp. A.H. Aastveit)
- On some aspects of general balance in designed experiments. „Statistica” 1992, 52, s.263–278
- Model building and analysis for block designs with nested rows and columns. „Biometr. J.” 1994, 36, s.327-340 (wsp. I. Mejza)
- Series of experiments carried out in incomplete split-plot designs. SoftStat’93, Advances in Statistical Software 4, F. Faulbaum (ed). Gustav Fischer Verlag, New York 1994, s.635–642 (wsp. I. Mejza)
- Optimality of generally balanced experimental block designs. W: T. Calinski, R. Kala (eds.). Proc. Intern. Conf. Linear Statist. Inference, LINSTAT’93. Kluwer Academic Publishers, Dordrecht 1994, s.185–194 (wsp. B. Bogacka)
- On modelling of experiments in natural sciences. „Biometr. Lett.” 1994, 31, s.79–100
- An unified approach to the analysis of diallel cross experiments. „Bull. ISI”, Ses. 50, Proc. 1994, LVI, 2, s.808–809
- On the optimality of certain nested block designs under a mixed effects model. Moda 4 – Advances in model -oriented data amalysis. C. P. Kitsos, W. G. Miller, eds. Contributions to Statistics, Physica-Verlag 1995, s.157–164 (wsp. S. Kageyama)
- An analysis of line x tester progenies compared in a row-column design. „J. Genet. Breed.” 1995, 49, s.1–6 (wsp. I. Mejza)
- Cox’s design in repeated row- column design with split plots and control. „Biometr. Lett.” 1995, 33 (wsp. D. Kachlicka)
- On optimality criteria of experimental block designs under linear mixed models. T„atra Mountains Math. Publ.” 1996, 7, s. 45-52 (wsp. B. Bogacka)
- Repeated row – column designs with split units. „Comp. Statist. Data Anal. ”1996, 21, s. 293-305 (wsp. D. Kachlicka)
- Incomplete split plot generated by GDPBIB(2). „Calcutta Statist. Assoc. Bull.” 1996, 46, s. 117-127 (wsp. I. Mejza)
- Computer aided planning of experiments carried out in block designs. F. Faulbaum, W. Bandilla (eds). StatSoft’95. Advances in Statistical Software 5, Sttutgart, Lucius & Lucius 1996, s.483–488 (wsp. A. Podleśny)
- Incomplete split-block designs. „Biom. J.” 1997, 39, s. 227–238 (wsp. F. Hering)
- Agricultural experiments with blocking systems. „Bull. ISI” 1997, Session 51,  LVII, 1, s.225–228
- Relationships between some classes of optimality criteria. „Biometr. Lett.” 1997, 34, 1, s.27-34 (wsp. B. Bogacka)
- On construction of incomplete split-plot designs. Combinatorial Structure of experimental designs and its applications VI, IINS Kurashiki, Japonia 1997, s.1–5  (wsp. M. Miwako i in.)
- Optimality and constructions of incomplete split-block designs. W: „Unified theory for analysis in designs and its applications. Grand-in Aid Internat. Sci. Res. Tokyo. 1997, s. 245-264  (wsp. K. Ozawa i in.).
- An unified approach to diallel cross experiments carried out in block designs. Unified theory for analysis in designs and its applications, Grand-in Aid for Internat. Sci. Res. Tokyo 1997, s.231–244
- Some statistical properties of nested designs. Moda 5 – Advances in Model -Oriented Data Analysis, A. C. Atkionson, L. Pronzato H. P. Wynn (eds). Contributions to Statistics, Physica-Verlag 1998, s.231–238 (wsp. S. Kageyama)
- Group-divisible block designs. Encyklopedia of Statistical Sciences, 6, S. Kotz, C.B. Read, D.L. Banks, eds. Wiley 1999, s.283–286 (wsp. I. Mejza)
- Balanced square lattice designs in split-plot designs. „Colloq. Biometr.” 2001, 31, s.97–103 (wsp. I. Mejza, S. Kuriki)
- Optimality and constructions of incomplete split-block designs. „J. Stat. Plan. Infer”. 2002, 106, 135-157  (wsp. K. Ozawa i in.)
- Optimality and efficiency of incomplete split-block designs. „Metrika” 2002, 56, s.1–18  (wsp. K. Ozawa i in.)
- Populations comparison based on dependent sources of information. „Colloq. Biometr.”  2002, 32, s.221–230 (wsp. A. Biszof)
- Variance free model of Griffing’s Type IV diallel cross experiments. „Sci. Papers Agric. Univ. Poznań”, Agriculture 2002, 3, s.61–66 (wsp. J.T. Mexia)
- An incomplete split-block designs generated by GDPIBD(2)s. „J. Statist. Plan. Infer.” 2002, 106, s.125–134 (wsp. F. Hering)
- Whole – plot control treatments in Youden square with split units. „Colloq. Biometr.” 2003, 33a, s.75–84 (wsp. D. Kachlicka)
- Incomplete split-plot designs generated by some resolvable balanced designs. „Statist. Probabil. Lett.” 2004, 68, s.9–15 (wsp. K. Ozawa i in.)
- Resolvable semi-balanced incomplete split-block designs. „Metrika” 2004, s.1-6 (wsp. S. Kuriki)
- Control treatments in Youden square with split units. „Folia Fac. Sci. Nat. Univ. Masaryk. Brunensis, Mathematica” 2004, 15, s.137–144 (wsp. D. Kachlicha, F. Hering)
- Variance free model of diallel cross experiments – Type III. „Folia Fac. Sci. Nat. Univ. Masaryk. Brunensis, Mathematica ” 2004, 15, s.217–222 (wsp. J.T. Mexia)
- Resolvable semi-balanced incomplete split-block designs. „Metrika” 2005, s.9–16 (wsp. S. Kuriki i in.)
- Comparison of GCA and SCA effects in F1 and F2 generations of spring rape diallel. „Colloq. Biometr.” 2005, s.85–92 (wsp. T. Łuczkiewicz i in.)
- Individual control treatment in split-plot experiments. „Statist. Papers” 2009, s.697–710 (wsp. A.H. Aastveit i in.)
- Repeated Youden squares with subplot treatments in a group-divisible design. „J. Statist. Appl.” 2009, 4, 2-3, s.201–209 (wsp. S. Kuriki, D. Kachlicka)
- Square lattice design In incomplete split-block design. „J. Statist. Appl.” 2009, 4, 2-3, s. 159–170 (wsp. I. Majza, S. Kuriki)
- Repeated Youden squares with subplot treatments in a proper incomplete block design. „Biometr. Lett.” 2009, 45, 2, s.50–61 (wsp. D. Kachlicka i in.)
- Structuring genotype × environment interaction – an overview. „Biul. IHAR” 2009, 250, s.41–58 (wsp. P. C. Rodrigues, J.T. Mexia)
- Joint regression analysis applied to genotype stability evaluation over years. „Biul. IHAR” 2009, 250, s.225–236 (wsp. T. Oliveira, A. Oliveira)
- A method of constructing incomplete split-plot designs supplemented by control treatments and their analysis. „J. Statist. Theory Pract.” 2-12, 6, s.204–219 (wsp. I. Mejza, S. Kuriki)
- Analyzing genotype-by-environment interaction using curvilinear regression. „Sci. Agric.” 2012, s.357–363 (wsp. D. Pereira i in.)
- Incomplete split-plot designs supplemented by a single control. Comm. Statist. Theory Meth. 2012, 41, 13-14, s. 2490–2502 (wsp. S. Kuriki, I. Mejza)
- A comparison between joint regression analysis and AMMI: a case study with barley. „J. Statist. Comput. Simul.” 2012, 82, s.193–207 (wsp. D. Pereira i in.)
- Check plots in field breeding experiments. „Biometr. Lett.” 2013, 50, s.137–149 (wsp. I. Mejza)
- Youden square with split units. J.L. da Silva i in. (eds.). Advances in Regression, Survival Analysis, Extreme Values, Markov Processes and Other Statistical Applications. Studies in Theoretical and Applied Statistics, Springer-Verlag Berlin Heidelberg 2013, s.3–10 (wsp. S. Kuriki)
- Control treatments in designs with split units generated by Latin squares. „Biometr. Lett.” 2014, 51, s.125–142 (wsp. S. Kuriki i in.)
- On the relative efficiency of split-split-plot design to split-plot × split-block design. „Colloq. Biometr.” 2014, 44, s.69–78 (wsp. K. Ambroży, I. Mejza)
- Two-factor experiment with split units constructed by a BIBRC. „SUT J. Math.” 2014, 50, 2, s.343–352 (wsp. I. Mejza, S. Kuriki)
- Stratum analyses for split-split-plot designs generated by group divisible designs. „Colloq. Biometr.” 2015, 45, s.47–65 (wsp. K. Ambroży-Deręgowska, I. Mejza)
- Uni- and multivariate approaches to evaluating the susceptibility of wheat hybrids to Fusarium head blight. „Czech J. Genet. Plant Breed.” 2016, 52, 4, s.132–138 (wsp. M. Surma i in.)
- Linear statistical inference on the chlorophyll content in different stages of the maize variety ‘Anjou 258’. „Colloq. Biomet.” 2016, 46, s.83–98 (wsp. P. Szulc i in.)
- Use of alfa-resolvable designs in the construction of two-factor experiments of split-plot type. „Biometr. Lett.” 2016, 53(2), s.105–118 (wsp. K. Ozawa, S. Kuriki)
- Incomplete split-block designs constructed by affine α-resolvable designs. „Biometr. Lett.” 2017,  54, 2, s.123–135 (wsp. K. Ozawa, S. Kuriki)
- Multivariate approach to the selection of Pea (Pisum sativum L.) lines obtained by the single seed descent technique. „Genetika” 2017, 49, 1, s.365–376 (wsp. M. Surma i in.)
- Constructing non-orthogonal split-split-plot designs using some resolvable block designs. „Biometr. Lett.” 2020, 57, 2, s.177–194 (wsp. I. Mejza i in.)

## Odznaczenia i nagrody
- Złoty Krzyż Zasługi (1995)
- Nagrody naukowe JM Rektora Akademii Rolniczej w Poznaniu